# Pëtr Petrovič Dolgorukov
Il principe Pëtr Petrovič Dolgorukov, in russo Пётр Петрович Долгоруков? (18 maggio 1744 – Speshnevo, 25 febbraio 1815), è stato un generale e nobile russo.
Fu padre dei generali Vladimir, Pëtr e Michail, nonché nonno dello storico Pëtr Vladimirovič Dolgorukov.

## Biografia
Figlio minore del maggiore generale Pëtr Sergeevič Dolgorukov venne educato nel corpo dei cadetti dell'esercito russo.
Nel 1757 iniziò il proprio servizio presso l'ambasciata russa a Berlino, ma con lo scoppio delle ostilità contro la Turchia passò al servizio attivo nell'esercito e venne distaccato in Morea sotto il comando del conte Orlov-Chesmensky. Durante la Rivolta Orlov ottenne il comando della legione spartana, composta da abitanti di Sparta; con essa si guadagnò il rispetto della popolazione al punto che quando suo figlio Michail, i veterani che componevano l'esercito di suo padre lo salutarono con lacrime di gioia. Per distinzione personale nella guerra contro i turchi, venne promosso a maggiore il 26 novembre 1770 e gli venne conferita la IV classe dell'Ordine di San Giorgio, in particolare per la presa della città di Andruz e Arcadia e nell'attacco della città di Navarino.
Al suo ritorno in Russia, il principe Dolgorukov il 25 marzo 1775 venne promosso tenente colonnello del reggimento di fanteria Tambov e dal 22 settembre 1779 venne promosso al rango di colonnello; il 21 aprile 1789 gli venne conferito il grado di brigadiere generale e nel 1793 venne nominato governatore della città di Kaluga, dove persuase la nobiltà alla fedeltà nei confronti della Russia. Nello stesso anno, il 2 settembre, venne promosso maggiore generale e nominato governatore di Mosca.
Il 20 agosto 1796, a causa di una lite con il principe Platon Aleksandrovič Zubov, decise di ritirarsi dai suoi incarichi. L'8 novembre 1796, il giorno successivo all'ascesa al trono dello zar Paolo I, il principe Dolgorukov venne nominato comandante del centro di produzione di armi di Tula. Il 3 marzo 1798 venne promosso tenente generale e il 30 dicembre 1799 raggiunse il grado di generale di fanteria.
Insuccessi e malattie lo costrinsero al ritiro definitivo dal servizio attivo nell'esercito russo nel 1802, e da allora visse per lo più nella sua tenuta di Spešneve, nella provincia di Tula, dedicandosi all'agricoltura. Lì morì nel febbraio 1815 e venne sepolto a 25 km di distanza, nel monastero dello Spirito Santo della città di Novosil.

## Matrimonio e figli

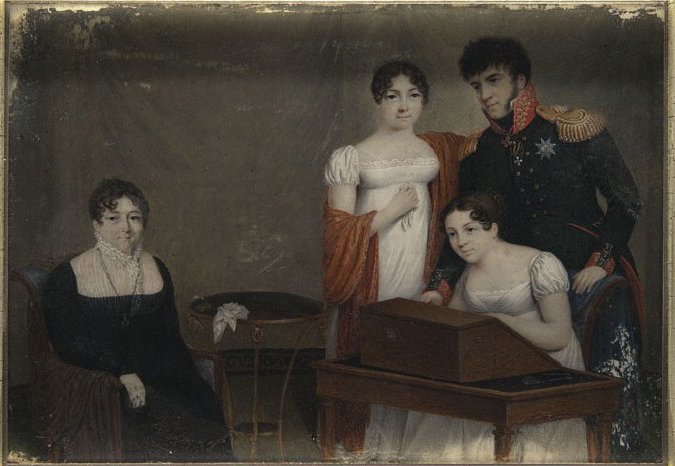
Anastasija Lapteva con le figlie e il primogenito

Il principe Dolgorukov sposò Anastasija Simonovna Lapteva (12 agosto 1755 - 4 luglio 1827), sorella del governatore di Tambov, Nikolaj Laptev, dalla quale ebbe i seguenti figli:
- Vladimir (1773-1817), maggiore generale
- Elena (1774-1823), sposata con il capitano della guardia conte Sergej Vasil'evič Tolstoj (1767-1831). Uno dei suoi figli, Vladimir, fu decabrista.
- Maria (1776-1849), damigella d'onore della zarina, sposò il consigliere di stato Nikolaj Petrovič Rimskij-Korsakov (1767-1853)
- Pëtr (1777-1806), aiutante generale, diplomatico.
- Michail (1780-1808), tenente generale, ucciso durante la guerra russo-svedese.